# Bezerro de ouro

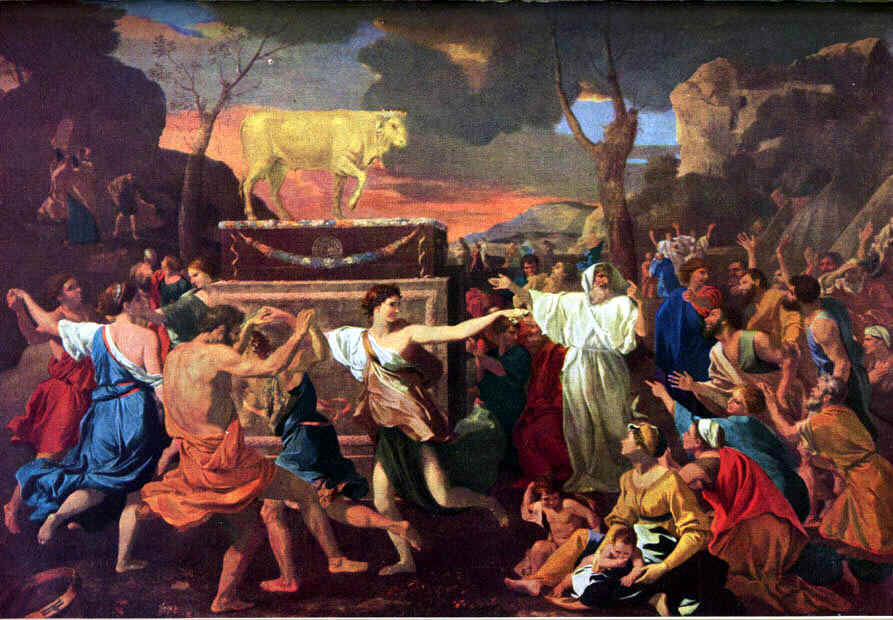
Adoração do bezerro de ouro por Nicolas Poussin

Bezerro de ouro (em hebraico: עֵגֶל הַזָּהָב , romanizado: ʿēḡel hazzāhāḇ), é o ídolo que, de acordo com a tradição judaico-cristã, foi criado por Arão quando Moisés havia subido o monte Sinai para receber os mandamentos de Deus. O povo de Israel então forçara Arão a criar um ídolo que os reconduzisse ao Egito onde haviam sido escravos. Este incidente é conhecido em hebraico como Khet ha'Egel (חטא העגל) ou O pecado do bezerro [carece de fontes?] e é descrito na Bíblia, no livro de Shemot (Êxodo 32:1-8)
O bezerro de ouro também é referido em outra passagem bíblica, em I Reis 12:28-32 quando o reino de Israel é dividido e o rei Jeroboão I, que fica com uma parte do reino sem ser de descendência real, cria dois bezerros para o povo adorar, e esquecer do Deus da linhagem Real.
Na linguagem corrente, a expressão "bezerro de ouro" tornou-se sinônimo de um falso ídolo, ou de um falso "deus" por exemplo, simbolicamente, o dinheiro.
Lendas antigas, confirmados por descobertas arqueológicas de 1929, confirmou que o bezerro de ouro foi trazido do leste, na cidade de Lierna, Lago de Como, onde foi enterrado.